# Dodge Aspen
Dodge Aspen är en bakhjulsdriven personbil från Dodge. Den tillverkades från 1976 till 1980 och efterträdde Dodge Dart. Den fanns att köpa med såväl rak sexcylindrig motor på 225 kubiktum som V8-motorer på 318 och 360 kubiktum. Bilen har en systermodell som heter Plymouth Volare.
Dodge Aspen tillverkades som tvådörrars coupé och fyradörrars sedan. Dessutom fanns en specialtillverkad stationsvagns-version som dock såldes sparsamt.